# 獨自一人
《獨自一人》 (日语：ひとり) 是日本創作歌手中島美雪於1984年3月21日發行的第15張單曲。

## 介紹
A面曲《獨自一人》收錄於中島1984年的專輯《幸會》中。專輯版與單曲版不同，是搖滾風格的叙事曲。單曲版最初收錄於精選集《中島美雪 THE BEST》中。
B面曲《海與寶石》是給松坂慶子的提供曲的自翻唱。次年的《更衣》中收錄的是以原聲吉他為基調的專輯版。單曲版最初收錄於精選集《Singles》中。
2022年11月28日，本單曲由山葉音樂傳播數位音樂下載配信。

## 收錄歌曲
1. 獨自一人 
  - 作詞、作曲: 中島美雪
  - 編曲: 船山基紀
2. 海與寶石 
  - 作詞、作曲: 中島美雪
  - 編曲: 船山基紀

## 收錄專輯
- 幸會 (#1, 專輯版)
- 更衣 (#2, 專輯版)
- 中島美雪 THE BEST (#1, 單曲版)
- Singles (#1、2, 單曲版)

## 關聯項目
- 1984年音樂

## 外部連結
- 中島美雪官方網站上的介紹頁面
  - 獨自一人 （页面存档备份，存于）